# 八阪神社 (宝塚市)
八阪神社（やさかじんじゃ）は兵庫県宝塚市平井にある神社である。
旧川辺郡平井村の村社。
例祭はだんじり祭が行われる。

## 祭神
素盞嗚命（すさのおのみこと）で、白山姫命を合祀した。

## 歴史
- 10世紀初頭、当地は源満仲一族の荘園で、同時期に勧請されたと伝えられる[1]が、摂陽群談では宝徳元年（1449年）建立とある。
- 素盞嗚神社と同様、江戸時代までは牛頭天王を祭神として牛頭天王社と号していた。
- 明治2年（1869年）、廃仏毀釈により祭神名を素盞嗚命へ改め、社名を八阪神社に改称した。
- 昭和41年（1966年）に白山姫神社（旧：山王権現社）を神社合祀して現在に至る。

## 社殿・境内

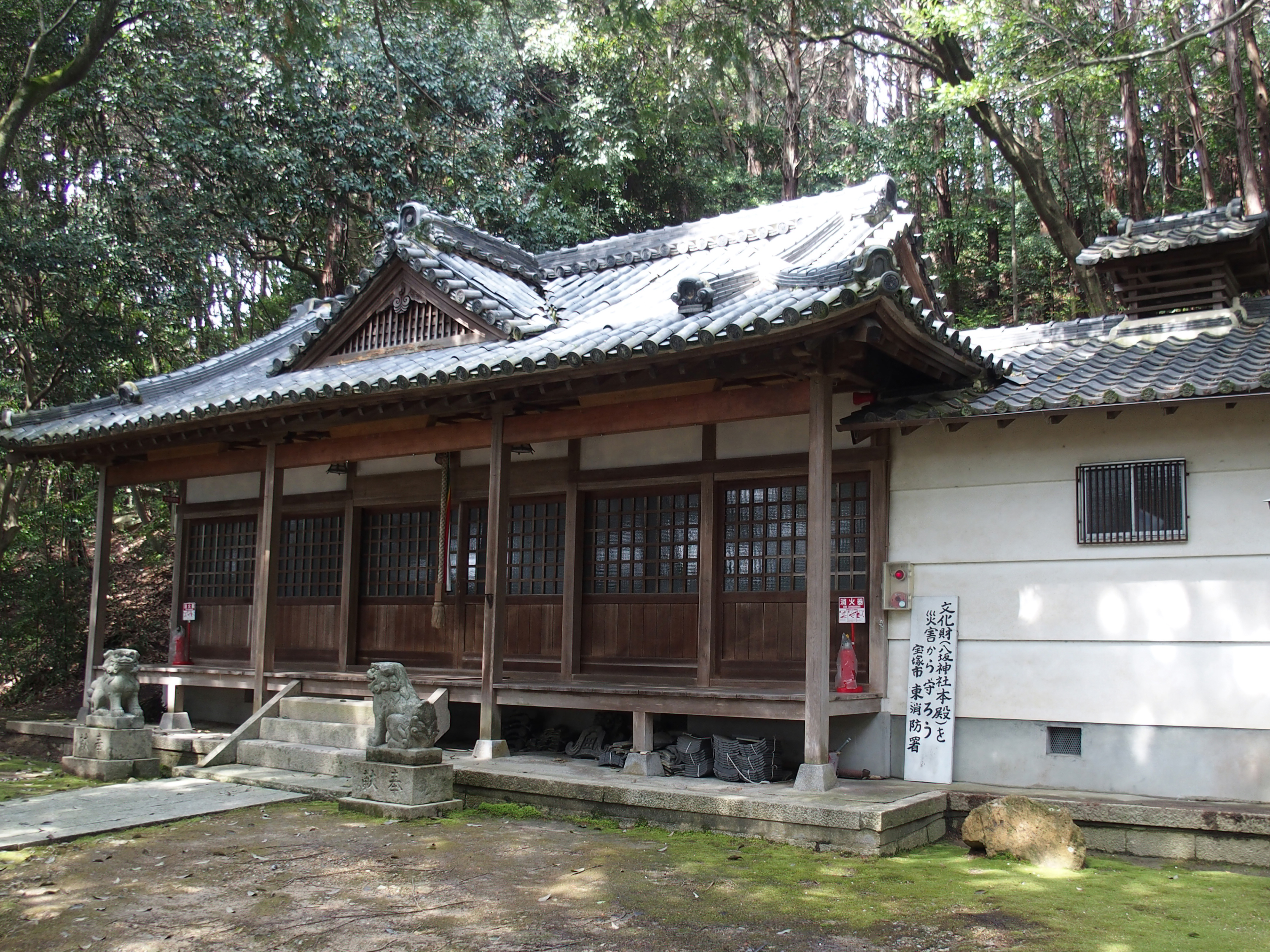
八坂神社 (宝塚市) 拝殿

- 本殿：一間社流造で、16世紀中頃の建立。貞享元年（1684年）に補修されている。

## 祭事・年中行事
- 例祭は10月27日頃の土日、だんじり祭が行われる。宝塚型の地車を有する。

## 文化財
- 本殿は宝塚市の指定文化財。

## 交通
- 阪急宝塚本線山本駅から徒歩8分

## 周辺情報
- 大宝寺：神仏習合に基づく配置で隣接する。木造不動明王と宝篋印塔が宝塚市の指定文化財。